# Anna Hude
Anna Sophie von der Hude, född den 26 juli 1858 i Ebeltoft, död den 9 augusti 1934 i Köpenhamn, var en dansk historiker. Hon var syster till Karl och Kristian Hude.

## Biografi

### Barndom, uppväxt och våldtäktsfall
Hude föddes 1858 i Ebeltoft, där fadern, Sophus Waldemar von der Hude, då var stads- och häradsfullmäktige. 1862 blev fadern prokurator i Roskilde, och familjen flyttade dit. Efter att ha genomgått en kurs för privatlärarinnor fick Hude en lärarinnetjänst vid Borgerskolen i Roskilde, men snart fick hon möjlighet att studera, eftersom universitetsstudier 1875 hade tillåtits också för kvinnor.
Hon flyttade 1878 till Köpenhamn, där hon började studera och bodde hos sin morbror. 1879 började läkaren C.J. Leerbeck, som var familjeläkare hos morbrodern, göra närmanden mot henne. Efter några månader lyckades Leerbeck övertala henne till ett möte, där han våldtog henne. Hude anmälde inte brottet, men efter ett misslyckat självmord bestämde hon 1880 sig för att skjuta Leerbeck. Mordförsöket misslyckades, men efter att Hude berättat om läkarens brott anhölls även han, och han hängde sig sedermera i sin cell. Fallet rönte enorm uppmärksamhet, och Hude dömdes till fem månaders fängelse.

### Akademisk karriär
Efter fängelseperioden återupptog Hude sina studier och tog studentexamen 1882. Samma år blev hon upptagen som student på Köpenhamns universitet, och 1887 blev hon som första kvinna cand.mag. med historia som huvudämne. Hon tilldelades 1888 som första kvinna universitetets guldmedalj, för avhandlingen En Fremstilling og Kritik af de nyere Opfattelser af Spørgsmaalet om Lensvæsnets Opkomst, och 1893 blev hon den första kvinna att bli doktor vid universitetet, med avhandlingen Danehoffet og dets Plads i Danmarks Statsforfatning.
Hude var 1889–1890 och 1891–1910 anställd på Rigsarkivet, en position som hon emellertid, delvis på grund av den manliga personalens avoga inställning, inte trivdes med. Hon var redan under sin studietid medarbetare på sin lärare Kristian Erslevs Aktstykker og Oplysninger til Rigsraadets og Stændermødernes Historie i Kristian IV.s Tid (1893–1890), och arbetade parallellt med sin anställning på Rigsarkivet i redaktionen för Repertorium diplomaticum regni Danici mediævalis (1894–1912). En bredare framställning av europeisk medeltid gav hon i Folkenes Historie (1908).

### Kvinnosaksfrågan och senare liv
Redan 1884 hade Hude gått med i Dansk Kvindesamfund, men hon blev aktiv i kvinnosaksfrågan först 1904, och var med om att grunda Politisk Kvindeforening, vars förste ordförande hon blev. Från 1908 blev hon emellertid mindre intresserad av kvinnopolitiken, och ägnade sig mer åt spiritism, som länge hade varit ett stort intresse. 1910 gifte hon sig med sin förre lärare Kristian Erslev. Hon blev därmed svägerska till författaren Anna Erslev.

## Utmärkelser
- Tagea Brandts rejselegat for kvinder, 1927